# L'amorosa menzogna
L'amorosa menzogna è un documentario del 1949 diretto da Michelangelo Antonioni, vincitore del Nastro d'argento 1950 al Miglior documentario.
Documentario sul mondo dei fotoromanzi italiani del dopoguerra sui suoi divi e i suoi lettori. L'aiuto regista è stato Francesco Maselli.
È stato presentato in concorso al 3º Festival di Cannes.